# Darlehensbedingungen
Unter Darlehensbedingungen (oder Kreditbedingungen, Darlehenskonditionen, Kreditkonditionen) versteht man allgemein im Finanzwesen und speziell im Bankwesen die Vertragsbestandteile, zu denen Kreditgeber bereit sind, Darlehen oder Kredite an Kreditnehmer zu gewähren.

## Allgemeines
Darlehensbedingungen sind keine Bedingungen im Rechtssinne, sondern Bestandteile eines Darlehens- oder Kreditvertrags. Sie sollen konkret die Voraussetzungen regeln, unter denen eine Kreditgewährung stattzufinden hat. Kreditkonditionen sind Teil des Kreditangebots, das vom Kreditnehmer – oft innerhalb einer bestimmten Angebotsfrist – angenommen werden muss. Hierdurch kommt der Kreditvertrag zustande, und der Kreditnehmer ist verpflichtet, die vereinbarten Darlehensbedingungen einzuhalten. Die Darlehensbedingungen gelten unabhängig davon, ob der Kreditnehmer einen gewerblichen Kredit erhält (Unternehmensfinanzierung) oder als natürliche Person im Rahmen des standardisierten Privatkundengeschäfts.

## Arten
Man unterscheidet bei Kreditinstituten zwischen allgemeinen Darlehensbedingungen wie die Allgemeinen Geschäftsbedingungen (AGB), die generelle Regelungen für das Kreditgeschäft enthalten, den Kreditkonditionen im engeren Sinne und Covenants.
- Die AGB enthalten als allgemeine Vertragsbedingungen insbesondere das Recht
  - des Kreditgebers auf die Bestellung oder Verstärkung von Kreditsicherheiten bei wesentlicher Verschlechterung der Vermögensverhältnisse des Kreditnehmers,
  - des Kreditnehmers auf Sicherheitenfreigabe im Falle der Übersicherung oder
  - des Kreditgebers auf Kreditkündigung, wenn Kündigungsgründe vorliegen.
- Zu den Kreditkonditionen im engeren Sinne gehören alle konkreten, im Kreditvertrag individuell enthaltenen Bedingungen wie
  - Kreditbetrag und Kreditart (siehe Geldleihe, Kreditleihe),
  - Nominalzinssatz,
  - gegebenenfalls effektiver Jahreszins,
  - Auszahlungskurs (Disagio),
  - Kreditnebenkosten wie etwaige Bearbeitungsgebühr, Bereitstellungsprovision, Kreditprovision oder Überziehungsprovision,
  - Kreditlaufzeit,
  - Dauer der Zinsfestschreibung,
  - Tilgungsform und -fälligkeit,
  - Tilgungsplan,
  - Bestellung von Kreditsicherheiten,
  - Auszahlungsvoraussetzungen,
  - Einreichung von Beleihungsunterlagen.
- Covenants stellen eine besondere Kategorie dar[1], die als vertragliche Nebenpflichten des Kreditnehmers gelten. Deren Nichterfüllung (englisch default) löst eine Vertragsverletzung (englisch covenant breach) aus und kann eine Kreditkündigung (englisch termination) zur Folge haben.

Ein großer Bereich von Bankgebühren ist im Zusammenhang mit Krediten an natürliche Personen aus Gründen des Verbraucherschutzes vom BGH als unzulässig eingestuft worden. Dazu gehören Bearbeitungsgebühren für die Bearbeitung von Verbraucherkreditverträgen und anderen Konsumkrediten, die seit Mai 2014 nicht mehr erhoben werden dürfen. Hierzu hatte der BGH im Mai und Oktober 2014 entschieden, dass die von Banken verlangte Bearbeitungsgebühr für Privatkredite unzulässig ist, weil die Vereinbarung von Bearbeitungsentgelten für Verbraucherkreditverträge als AGB gemäß § 307 Abs. 1 Satz 1, Abs. 2 Nr. 1 BGB unwirksam ist. Dazu zählen insbesondere Raten- und Autokredite sowie Darlehen zur Immobilienfinanzierung.

## Sonstige Bedingungen
Aus dem Gesetz ergeben sich zudem die Pflichtangaben für Verbraucherkredite nach § 492 Abs. 2 BGB in Verbindung mit Art. 247 §§ 3 bis 13 EGBGB, das etwaige Widerrufsrecht sowie die Voraussetzungen zur Kreditkündigung.

## International
Die Darlehensbedingungen heißen in den Standardverträgen der Loan Market Association „terms (of credit)“ oder „terms and conditions“, während „conditions precedent“ die Auszahlungsvoraussetzungen darstellen. Die „terms“ sind in Kreditverträgen des angelsächsischen Sprachraums wesentlich umfassender als in Deutschland, weil nach dem Case-law-Recht jedwede auch nur als unwahrscheinlich erachtete Situation vertraglich geklärt sein muss.
Internationale Entwicklungsbanken wie der Internationale Währungsfonds oder die Weltbank machen die Gewährung ihrer Finanzhilfen von teilweise strengen Auflagen gegenüber den begünstigten Staaten im Rahmen der Konditionalität abhängig.